# Fast Green FCF
A Fast Green FCF (E143) (más néven Food green 3, FD&C Green No. 3, Green 1724, Solid Green FCF, vagy C.I. 42053) egy tengerzöld színű színezék.
A biológiai sejtfestéseknél a Light Green SF yellowish helyettesítésére használják, mert a színe sokkal szembetűnőbb, és idővel kevéssé fakul ki. Lúgos pH mellett a DNS kinyerése után a hisztonfehérjek mennyiségi becslésére, megszámolására is használják.
A bélrendszerben a Fast Green FCF alig szívódik fel. Élelmiszer-színezékként történő felhasználása az Európai Unióban tiltott. Általában konzerv borsó, vagy más zöldzégek, zselatinok, szószok, halak, desszertek, vagy pékáruk színezésére használják. Maximálisan felhasználható mennyisége 100 mg/kg.